# IC 4606
IC 4606 è una nebulosa a riflessione visibile nella costellazione dello Scorpione.
Si tratta della grande e tenue nebulosa associata alla brillante stella Antares, una supergigante rossa di classe spettrale M1Iab che dalla Terra appare come una delle stelle più luminose della volta celeste. La nube si estende in particolare a nordest di Antares ed è evidentemente connessa alla nube LDN 1689, una delle regioni più estese della Nube di Rho Ophiuchi; sebbene disti da Antares alcune decine di parsec, IC 4606 riceve da questa stella un'intensa radiazione, parte della quale viene riflessa nello spazio rendendo i suoi gas luminosi con una luce marcatamente arancione.
La parte settentrionale della nube, che forma il nucleo più denso di LDN 1689, forma un lungo filamento che si dirige verso est, ben evidente a causa della totale assenza di stelle di fondo anche con piccoli strumenti, sebbene la nube stessa, essendo non illuminata, non sia direttamente osservabile.